# موزخوار زنکر
موزخوار زنکر (انگلیسی: Zenker's turaco) پرنده‌ای است سبزرنگ بومی آفریقا از خانواده موزخواران (Musophagidae).
موزخوار زنکر زیرگونه‌ای از موزخوار گینه به‌شمار می‌آید و در زیرخانواده موزخواریان (Tauracinae) جای دارد که گروهی از پرنده‌هایی شبه‌گنجشک‌سان هستند.